# Юрий Темирканов
Юрий Хатуевич Темирканов (на руски: Ю́рий Хату́евич Темирка́нов, на кабардино-черкезки: Темыркъан Хьэту и къуэ Юрий) е известен руски диригент, признат за един от най-талантливите майстори на диригентското изкуство на неговото поколение.
От 1988 година е художествен ръководител и главен диригент на Петербургската филхармония.

## Биография
Роден е на 10 декември 1938 година в град Налчик в Кабардино-Балкария. Започва да изучава музика на 9-годишна възраст. През 1953 година се записва в специализираната музикална школа към Ленинградската консерватория, където учи цигулка и виола. По-късно продължава обучението си по цигулка като студент в същата консерватория (1957 – 1962). Там специализира впоследствие оперно-симфонично дирижиране, като завършва класа през 1965 година. През същата година дебютира в ленинградския Малий театър с операта „Травиата“ на Джузепе Верди.
През 1966 година печели престижната първа награда на II всесъюзен конкурс за диригенти в Москва и след това е поканен от Кирил Кондрашин на концертно турне в Европа и САЩ с цигуларя Давид Ойстрах и Академичния симфоничен оркестър на Московската филхармония.
От 1968 до 1976 година е ръководител на Академичния симфоничен оркестър на Ленинградската филхармония. От 1976 до 1988 година е художествен ръководител и главен диригент на Кировския (дн. Мариински) театър за опера и балет. От 1988 година е художествен ръководител и главен диригент на Академичния симфоничен оркестър на Петербургската филхармония „Д. Д. Шостакович“.
През 1977 година дирижира за първи път Кралската филхармония на Лондон, а по време на сезон 1979/1980 е назначен за неин главен гост-диригент. През септември 1992 година е назначен за главен диригент на филхармонията, наследявайки Андре Превен. През 1998 година остава само неин почетен диригент.
Често е гост-диригент на големи оркестри от Европа, Азия и САЩ. Те включват: Берлинската филхармония, Виенската филхармония, дрезденската Щатскапеле, Лондонската филхармония, Кралския Концертгебау на Амстердам и „Санта Чечилия“ на Рим. Дирижирал е оркестри в САЩ в следните градове: Ню Йорк, Филаделфия, Бостън, Чикаго, Сан Франциско, Лос Анджелис и Кливланд.
Темирканов е първият руски диригент, на когото е разрешено да работи в САЩ, след като културните отношения със СССР се възстановяват през 1988 г., в края на войната между Съветския съюз и Афганистан. Сключва договор със звукозаписното студио „Би-Ем-Джи“ (1988). През 1996 година дирижира галаконцерт в Рим по случай 50-годишния юбилей на Организация на обединените нации.
Маестро Темирканов е 11-ият художествен директор на Балтиморския симфоничен оркестър (2000 – 2006). Работи и като главен гост-диригент на Симфоничния оркестър на Датското национално радио.

## Отличия и награди
Удостоен е със следните награди:
- Държавна награда на РСФСР „Михаил Глинка“ (1971)
- Народен артист на Кабардино-балкарската АССР (1973)
- Народен артист на РСФСР (1976)
- Държавна награда на СССР (1976, 1985)
- Народен артист на СССР (1981)
- Орден „Ленин“ (1983)
- Орден „За заслуги пред отечеството“ III степен (1998)
- Орден „Кирил и Методий“ (1998)
- Държавна награда на Русия (1999)
- Орден „Екатерина Велика“ за наука и изкуство (2002)
- Царскоселска художествена награда (2002)
- Награда на президента на Руската федерация (2003)
- Награда „Триумф“ (2003)
- Орден „За заслуги пред отечеството“ II степен (2003)